# Mori Chack
Mori Chack (Sakai, 23 de Março de 1973) é um designer gráfico japonês. Ficou famoso por sua linha de produtos, a Chax e principalmente pelo seu personagem Gloomy Bear, um urso sanguinário e cor-de-rosa de 2 metros de altura que sempre aparece com manchas de sangue nas garras e machucando seu dono,o garotinho Pity.
A estética criada por Chack contraria a de outros personagens como os da Sanrio, Disney e outros, pois ele acredita que a relação 'homem-animal' é incompatível e que é um tanto quanto estranha a figura de um urso,ou qualquer outro animal selvagem ao lado de um humano,então por mais cruel que pareça, ele demonstra Gloomy Bear como uma caricatura de um urso de verdade,fofo e feroz.
Os produtos da Chax fazem sucesso no Japão e no mundo todo, principalmente pelos adoradores de design e toy art.